# Verbascum densifolium
Verbascum densifolium är en flenörtsväxtart som först beskrevs av Hook. f, och fick sitt nu gällande namn av Huber-morath. Verbascum densifolium ingår i släktet kungsljus, och familjen flenörtsväxter. Inga underarter finns listade i Catalogue of Life.